# Cod ATC L02
Codul ATC L02 Terapia endocrină este o parte a sistemului de clasificare anatomică, terapeutică și chimică a medicamentelor, un sistem dezvoltat de către Organizația Mondială a Sănătății (OMS) pentru clasificarea medicamentelor și a altor produse medicinale. Subgrupul L02 este o parte a grupului L Antineoplazice și imunomodulatoare.
Codurile pentru preparatele de uz veterinar sunt create prin alipirea literei Q în fața codului ATC corespunzător produsului pentru uz uman; de exemplu, QL02. 

## L02A Hormoni și agenți similari

### L02AAEstrogeni
L02AA01 Dietilstilbestrol
L02AA02 Poliestradiol fosfat
L02AA03 Etinilestradiol
L02AA04 Fosfestrol

### L02ABProgestogeni
L02AB01 Megestrol
L02AB02 Medroxiprogesteronă
L02AB03 Gestonoronă

### L02AE Analogi aihormonului eliberator al gonadotropinelor
L02AE01 Buserelină
L02AE02 Leuprorelină
L02AE03 Goserelină
L02AE04 Triptorelină
L02AE05 Histrelină
L02AE51 Leuprorelin și bicalutamidă

## L02B Antagoniști hormonali și agenți similari

### L02BA Anti-estrogeni
L02BA01 Tamoxifen
L02BA02 Toremifene
L02BA03 Fulvestrant

### L02BB Anti-androgeni
L02BB01 Flutamidă
L02BB02 Nilutamidă
L02BB03 Bicalutamidă
L02BB04 Enzalutamidă
L02BB05 Apalutamidă
L02BB06 Darolutamidă

### L02BG Inhibitori de aromatază
L02BG01 Aminoglutetimidă
L02BG02 Formestan
L02BG03 Anastrozol
L02BG04 Letrozol
L02BG05 Vorozol
L02BG06 Exemestan

### L02BX Alți antagoniști hormonali și agenți similari
L02BX01 Abarelix
L02BX02 Degarelix
L02BX03 Acetat de abirateronă
L02BX04 Relugolix